# Banc Central (antiga Banca Arnús)
L'Antiga Banca Arnús és un edifici situat a la Rambla de Canaletes, Plaça de Catalunya i el carrer de Rivadeneyra, catalogat com a bé amb elements d'interès (categoria C).

## Història

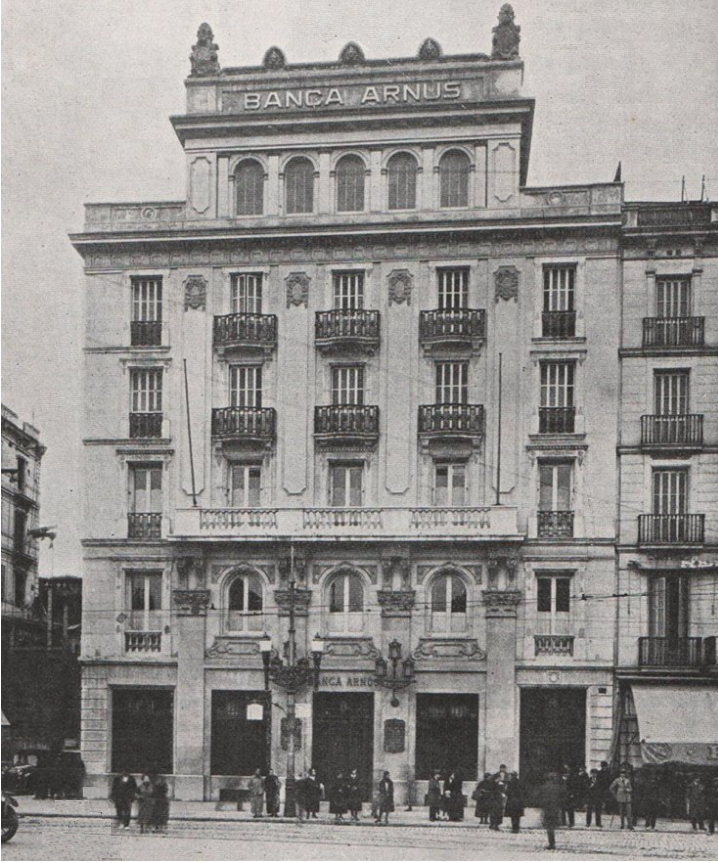
Seu de la Banca Arnús a la Plaça de Catalunya, 22

El 1918, la Banca Arnús va adquirir l'emblemàtica casa Teresa Maspons del número 22 de la Plaça de Catalunya, on s'ubicava la Maison Dorée, i el 1922, l'amplià adquirint la casa Ignasi Serra, situada al número 23 xamfrà amb la Rambla. El 1925, Enric Sagnier, que ja n'havia fet la remodelació del 1918, va harmonitzar i monumentalitzar tot el conjunt a partir del llenguatge classicista i el coronament, afegint-hi un cinquè pis. Les cúpules van articular les façanes i els motius decoratius van unificar els dos immobles.
El 1947 passà a allotjar les oficines del Banco Central a la Ciutat Comtal, i el 23 de maig del 1981 s'hi va produir el sonat assalt. Posteriorment, un cop absorbida i extingida l'entitat bancària, l'edifici ha anat allotjant diversos grans magatzems.

## Arquitectura
És un edifici d'oficines rehabilitat per a ús comercial, i consta de consta de planta baixa, entresòl i quatre plantes pis. La seva parcel·la és irregular, i presenta un angle obert aixamfranat entre la Rambla de Canaletes i la Plaça de Catalunya, on s'ubica l'accés principal. Actualment els clients entren per la porta monumental del xamfrà, i al carrer de Rivadeneyra se situen les diferents portes de servei i càrrega. Per dins hi ha escales mecàniques i d'emergència per accedir a les plantes comercials. La façana de la plaça té una composició d'obertures de vuit eixos verticals. Els eixos laterals formen una composició diferenciada i acaben amb un mòdul sobre elevat coronat per una cúpula que emfatitza les cantonades. La primera planta disposa d'un balcó corregut de balustres sense arriba als eixos laterals. El balcó corregut i un potent cornisament intermedi divideixen l'edifici en tres parts formades per la doble alçada de planta baixa i entresòl, les tres plantes amb balcons individuals i l'última planta amb finestres suficients per considerar-se una llotja. La façana s'acaba amb un cornisament classicista amb acroteri rematat amb figures esculpides de caps de lleó. La façana de la Rambla és igual que l'anterior però amb només cinc eixos i la del xamfrà és una façana arrodonida que concentra, a part de l'accés, bona part de la càrrega decorativa de l'edifici: el portal d'accés té un arc clàssic flanquejat per columnes corínties amb entaulament nu. En aquesta façana en cantonada també apareix un rellotge d'esfera en façana i una galeria de tres finestres amb pilastres i fris profusament decorats. La coberta és plana amb terrat del qual surt un àtic prudencialment retirat de la façana.
Destaquen d'aquest edifici, les cúpules vuitavades de racó de claustre revestides de pissarra. En el xamfrà n'apareixen dues de petites i una central que corona la cantonada arrodonida de l'edifici i la singularitza. Artísticament, cal destacar la intensa decoració dels elements de façana amb ornaments classicistes de gust afrancesat. També són notables les reixes de ferro forjat de les baranes dels balcons.